# Wulf Gaertner Autoparts AG
Wulf Gaertner Autoparts AG (произносится: Вульф Гертнер Аутопатс АГ) — немецкая компания со штаб-квартирой в Гамбурге (Германия), занимающаяся разработкой и производством комплектующих для легковых автомобилей, малотоннажных грузовиков и коммерческого транспорта. На рынке автозапчастей компания представлена под двумя марками: MEYLE и MEYLE-HD (Heavy Duty).
Ассортимент продукции «Вульф Гертнер» насчитывает свыше 17 000 позиций деталей для различных систем автомобиля, среди которых порядка 650 наименований деталей MEYLE-HD.
Разработка и усовершенствование конструкции деталей ведется специалистами компании с использованием современных инженерных методов расчета и проектирования в инженерном центре компании в Гамбурге, в сотрудничестве с немецкими исследовательскими институтами.
Компания поставляет свою продукцию более чем в 100 стран и имеет представительства в Южной Америке, США, Сингапуре, Малайзии, Таиланде, Испании, Великобритании, Франции и Китае. Штат компании порядка 1 200 сотрудников, 350 из которых работают в штаб-квартире компании в Гамбурге.
Университет Санкт-Галлена дважды (в 2010 и 2012 годах) присуждал компании Wulf Gaertner Autoparts AG знак качества Top Job, таким образом, признавая компанию одним из 100 лучших работодателей Германии среди средних предприятий.

## История

### 1958—1994: Поставки автокомпонентов
11 июля 1958 года была основана компания «Wulf Gaertner», специализировавшаяся на экспорте автомобильных комплектующих именитых немецких производителей в Южную Америку. К её созданию основателя компании Вульфа Гертнера, работавшего специалистом по внешней торговле в Южной Америке и увлекавшегося любительскими автогонками, — подтолкнул дефицит качественных запасных частей для автомобилей, с которым он столкнулся.
Уже в 1962 году Гертнер вывел свою компанию на Североамериканский рынок, открыв офис в США (с 2003 года общий офис для рынков США и Канады). Ещё через пятнадцать лет Вульф начал экспансию в Азию: первый офис появился в 1977 году в Сингапуре. В 1993 году открывается представительство в Малайзии.

### 1995—2001: Налаживание собственного производства автокомпонентов
В 1995 году Вульф Гертнер принял решение наладить собственное производство автозапчастей: «Wulf Gaertner GmbH». Он приобретает брэнд MEYLE и начинает заниматься разработкой и производством собственных автокомпонентов.
В 1997 году главный офис компании переехал в новое здание в гамбургском районе Ральштедт. Через два года компания была преобразована в частное акционерное общество и получила своё нынешнее название «Wulf Gaertner Autoparts AG». После переезда и преобразования компания продолжила свою экспансию в Азии, открыв представительство в Таиланде в 2000 году.

### 2002 год. Вывод на рынок усовершенствованных деталей «MEYLE-HD»
2002 год, на рынок были выведены усиленные детали MEYLE-HD (HD — Heavy Duty: усиленная модификация). Детали этой серии взаимозаменяемы с оригинальными комплектующими, имеют усовершенствованную конструкцию для увеличенных нагрузок и срока службы.
В середине 2000-х компания открывает представительства в Испании (2005), Британии (2009), Франции (2010).

## Продукция

### Запасные части для легковых автомобилей и малотоннажных грузовиков и фургонов
- Детали подвески и рулевого управления

Поперечные рычаги, стойки стабилизаторов, рулевые тяги и наконечники, шарниры независимой подвески, комплекты подшипника ступицы колеса, ступицы колеса, амортизаторы, пружины ходовой части, опоры амортизационной стойки.
- Тормозная система

Тормозные диски, комплекты тормозных колодок, тормозные барабаны, тормозные шланги, комплекты барабанных тормозных колодок, колесные тормозные цилиндры, датчики износа тормозных колодок.
- Система охлаждения

Водяные насосы, вискомуфты, электромоторы охлаждения, поликлиновые ремни, патрубки охлаждающей жидкости, термостаты, фланцы, расширительные бачки, антифриз.
- Детали трансмиссии

Комплекты ШРУСов, комплекты пыльников.
- Резино-металлические детали

Эластичные муфты, опоры карданных валов, опоры двигателя и КПП, втулки, ременные шкивы.
- Фильтры

Салонные фильтры, масляные фильтры, воздушные фильтры, топливные фильтры, фильтры коробки передач.
- Электрооборудование и датчики

Реле, датчики, модули зажигания, выключатели.

### Запасные части для грузовых автомобилей
- Детали подвески и рулевого управления

Тяги рулевой трапеции, тяги рулевых трапеций, наконечники рулевых тяг, штанги и стойки, рычаги независимой подвески и ремкомплекты для них, ремкомплекты поворотного кулака, насосы гидроусилителя рулевого управления.
- Тормозная система

Тормозные диски, комплекты тормозных колодок, тормозные барабаны, тормозные шланги, комплекты барабанных тормозных колодок, рабочие тормозные цилиндры, датчики износа тормозных колодок.
- Система охлаждения

Водяные насосы, расширительные бачки, патрубки системы охлаждения, термостаты, масляные радиаторы, крыльчатки вентиляторов, муфты вентиляторов, ремни и их натяжители.
- Пневмосистема

Kлапаны пневматической подвески и тормозных систем, ремкомплекты воздушных компрессоров, выжимной подшипник, рабочие цилиндры, тормозные пневматические камеры.

### Усиленные детали «MEYLE-HD»
С 2002 года ведется производство усовершенствованных деталей «MEYLE-HD». HD — сокращение от «Heavy Duty»: усиленная модификация. Так обозначаются детали «MEYLE», разрабатываемые собственным инженерным подразделением и полностью взаимозаменяемые с оригинальными комплектующими, имея при этом усовершенствованную конструкцию, что позволяет им выдерживать большие нагрузки. При моделировании нагрузки инженеры компании используют расчет методом конечных элементов (FEM). Чтобы добиться долговечности и повысить производительность в каждую деталь вносится ряд технических усовершенствований, проводятся её динамические испытания, тестируются новые виды материалов. Дополнительная прочность деталей HD обеспечивается за счёт оптимизации процесса их установки. Подобные усовершенствования не влияют на динамические характеристики автомобиля или уровень комфорта, повышается уровень безопасности.
При разработке деталей «MEYLE-HD» инженеры компании сотрудничают с исследовательскими институтами, в число которых входят: Университет им. Гельмута Шмидта в Гамбурге и Технологический центр высшей специальной школы в Любеке. На все усиленные детали предоставляется гарантия два года.
В настоящее время ассортимент усовершенствованных автозапчастей MEYLE-HD компании «Wulf Gaertner Autoparts AG» насчитывает порядка 650 позиций усиленных деталей и реализуется в 120 странах мира. Примерами ассортимента деталей MEYLE-HD являются: усиленный сайлентблок для моделей Peugeot, усиленный водяной насос для автомобилей Mercedes, поперечный рычаг для BMW 3 серии (E46), нижние рычаги передней подвески автомобилей концерна Volkswagen, а также усиленные детали для коммерческого транспорта: DAF, Iveco и Scania.

## Представительства

### Центральный офис (Германия)
Штаб-квартира компании «Wulf Gaertner Autoparts AG» находится в немецком Гамбурге. Именно отсюда автомобильные запчасти MEYLE отправляются в 120 стран мира. Чтобы процесс доставки автокомпонентов до конечного пользователя был более быстрым, по всему миру компания открыла свои представительства, которые охватывают большую часть рынка автозапчастей. Координацией работы всех представительств занимается головной офис в Гамбурге.

### В России
В России существует сеть автосервисов MEYLE InDrive. Это совместный проект компании «Wulf Gaertner Autoparts AG» и её российского дистрибьютора — компании InDrive. Сеть занимается не только продажей автокомпонентов MEYLE и MEYLE-HD, но и осуществляет установку деталей этих брендов, а также несет гарантийные обязательства. В настоящее время автосервисы MEYLE InDrive представлены в московском регионе, планируется открытие филиалов сети в Новосибирске и Рязани.